# Métairie (ferme-restaurant)
Pour les articles homonymes, voir métairie.
 (février 2025).
Le terme de métairie désigne les fermes-restaurants qui jalonnent les crêtes du Jura suisse, en particulier dans la région du Jura bernois, mais aussi dans les montagnes neuchâteloises et dans le canton du Jura.
Une métairie est une ferme de montagne isolée qui offre un service de restauration. En règle générale, le restaurant d'une métairie est exploité par la famille paysanne parallèlement au domaine agricole, mais ne constitue pas son activité principale.
À l'origine les métairies ont été construites sur les montagnes par les bourgeoisies de certaines communes environnantes afin d'y amener les bêtes pour l'été. Une ou plusieurs personnes y passaient la belle saison pour s'occuper du bétail. En France au XIIe siècle, les métayers avaient l'obligation de délivrer la moitié du revenu du domaine qu'ils exploitaient au propriétaire. Il est possible que le mot métayer ait engendré le terme métairie dans le Jura suisse, terme plus particulièrement utilisé dans la région du Chasseral. Les communes propriétaires des domaines ont souvent donné leur nom, comme la Métairie du Milieu de Bienne, la Métairie de Nidau, de Prêles ou encore d'Aarberg.
Aujourd'hui, il existe encore de nombreuses métairies qui sont exploitées activement. Certaines d'entre elles produisent du fromage à partir du lait des vaches qui s'y trouvent pendant la belle saison. En particulier, le gruyère d'alpage fait le bonheur des amateurs de saveurs authentiques. Par ailleurs, on y produit aussi de l'eau-de-vie de gentiane jaune, plante typique des crêtes jurassiennes.
Les hôtes des métairies y sont accueillis dans un cadre campagnard simple. Les menus proposés vont du plat bernois aux röstis, sorte de grande galette de pommes de terre et à la fondue. Les goûts du terroir ont gardé une grande authenticité dans ces établissements. Il existe plusieurs guides regroupant les métairies, ils sont notamment disponibles auprès des offices du tourisme de la région.